# Christian Manfredini
Christian José Manfredini Sisostri, känd som Christian Manfredini, född den 1 maj 1975 i Port Bouët i Elfenbenskusten, är en ivoriansk och italiensk fotbollsspelare och mittfältare, som för närvarande spelar i Agropoli.

## Karriär
Manfredini adopterades av en italiensk familj vid fem års ålder, och spelade i Juventus ungdomsakademi, men bedömdes inte ha kvalitet nog att spela i Serie A, och lånades ut till flera klubbar. Vid 24 års ålder kom han till Genoa, innan han 2000 flyttade till Chievo Verona, vilket kom att förändra Manfredinis karriär. Han gjorde en mycket bra säsong 2000-01, vilket var en av de bidragande orsakerna till att Chievo tog steget upp i Serie A för första gången. Säsongen 2001-02 var Manfredini en del av Chievos omtalade mittfält, där han var en oerhört offensiv vänstermittfältare. Han blev jagad av flera storklubbar och Lazio gjorde klart med honom och högeryttern Eriberto. Affären såg dock ut att spricka när det visade sig att Lazios ekonomi var kollapsande, samt att Eriberto hade spelat med falskt namn och födelseår. Affären för Manfredini kunde dock genomföras, och han blev klar för Lazio innan transferfönstret stängde.
Manfredini kom dock att bli en stor besvikelse i Lazio, då han inte alls visade samma form som i Chievo, och blev snart utkonkurrerad av César i kampen om platsen till vänster. Samtidigt gjorde Stefano Fiore succé till höger på mittfältet, och Manfredini lånades snart ut till Osasuna, Fiorentina och Perugia under en tvåårsperiod. Ingen av dessa klubbar köpte dock loss Manfredini, som återvände till Lazio sommaren 2004, då klubben varit tvungna att sälja de flesta spelarna på grund av de ekonomiska problemen. De kommande åren hade Manfredini mest rollen som reserv och inhoppare.
Manfredini blev aldrig uttagen i Italiens landslag, och valde att istället spela för Elfenbenskusten, där det dock bara blev en landskamp.